# Anigraea rubida
Anigraea rubida là một loài bướm đêm trong họ Noctuidae.